# كرامي شلق
كرامي شلق هو كاتب وشاعر لبناني، وهو المدير العام لبيت الزكاة والخيرات في العاصمة طرابلس وعضو المجلس الثقافي للبنان الشمالي وأمين سرّه لسنوات عديدة.

## الحياة المبكّرة والتعليم
وُلد كرامي شلق في لبنان عام 1944 وترعرع هناك حيث درس. بدأ مسارهُ المهنّي في سنّ مبكّرة حينما تخصَّص في المحاماة ثمّ دخل في وقتٍ ما مجال الكتابة والتأليف. برز محليًا حينما نشر عام 1982 كتابًا بعنوان «أغاني وأشعار في المصطفى المختار».

## المسيرة المهنيّة
أصدر كرامي شلق طوال مسيرته المهنيّة في عالم الكتابة والتأليف عددًا من الكتب لعلّ أبرزها كتاب «أغاني وأشعار في المصطفى المختار» عن مؤسّسة الرسالة ناشرون في 71 صفحة تقريبًا. تناول الكتاب أبرز أنواع الشعر الإسلامي في الماضي والحاضر وما جاء في مدحِ نبي الإسلام وذكر صفاته وعطائه وأحداث حياته وأخلاقه. ضمَّ الكتاب أيضًا جملًا من القصائد الراقية في مدح محمّد والدفاع عن قضايا أمته وقد حقّق شهرة لا بأس بها مقارنةً مع باقي إصداراته. نشر توفيق شلق أيضًا مجموعة شعرية حملت عنوان «إلى اللقاء» وتضمّنت قصائد وطنية ووجدانية ورثائية لعدد من السياسيين بينهم الرئيسان رشيد كرامي ورفيق الحريري. صدرت هذه المجموعة الشعرية عن دار البلاد للطباعة والإعلام في الشمال.

## قائمة أعماله
هذه قائمةٌ بأبرز أعمال الكاتب:
- أغاني وأشعار في المصطفى المختار[12]
- إلى اللقاء[13]
- صرخة الأبطال
- لبنان والسنوات العجاف

## الجوائز
قدم نقيب المحامين في الشمال محمد المراد ورئيس «اتحاد الحقوقيين المسلمين» إيمان الأيوبي درعًا تكريمية لمدير بيت الزكاة والخيرات المحامي كرامي شلق رئيس الاتحاد السابق، «لمتابعته ونجاحه في إقامة المؤتمرات الأربعة السابقة للاتحاد خلال ولايته، والتي كان لها أثرها في المجتمع».